# Palmer Luckey
Palmer Freeman Luckey (nascido em 19 de setembro de 1992 ) é um empresário americano mais conhecido como o fundador do Oculus VR e designer do Oculus Rift, um visor de realidade virtual montado na cabeça que é amplamente creditado por reviver a indústria de realidade virtual. Em 2017, Luckey deixou a Oculus e fundou a empresa militar Anduril Industries, uma empresa de tecnologia militar focada em drones autônomos e sensores para aplicações militares. Luckey foi classificado como número 22 na lista da Forbes dos empreendedores mais ricos da América com menos de 40 anos em 2016. 

## Carreira

### Oculus VR

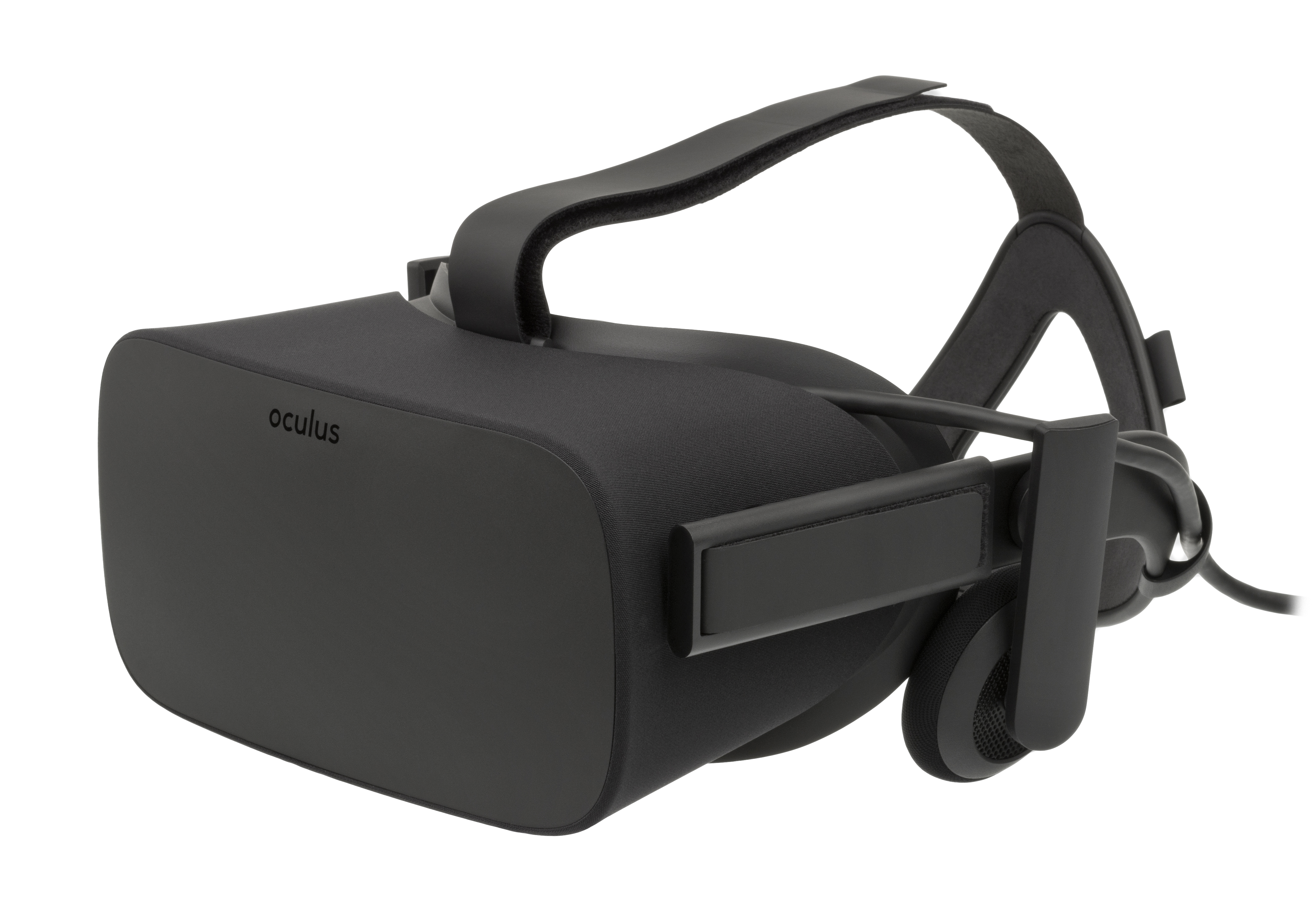
Oculus Rift CV1, o primeiro headset VR comercial lançado pela Oculus VR

Em 2009, quando tinha 16 anos, ele começou a construir seus próprios headsets de realidade virtual. Os monitores existentes no mercado apresentavam baixo contraste e campo de visão, alta latência e custo, além de volume e peso extremos. Ele completou seu primeiro protótipo, chamado PR1, aos 17 anos na garagem de seus pais,  que apresentava um campo de visão de 90 graus, baixa latência e feedback tátil integrado. No final, ele construiu mais de 50 monitores montados na cabeça.    

### Facebook
O Oculus VR foi adquirido pelo Facebook em março de 2014 por US$ 2 bilhões.  Embora a participação de Luckey não tenha sido tornada pública, a revista Forbes estimou o patrimônio líquido do fundador em US$700 milhões em 2015. 

### Indústrias Anduril

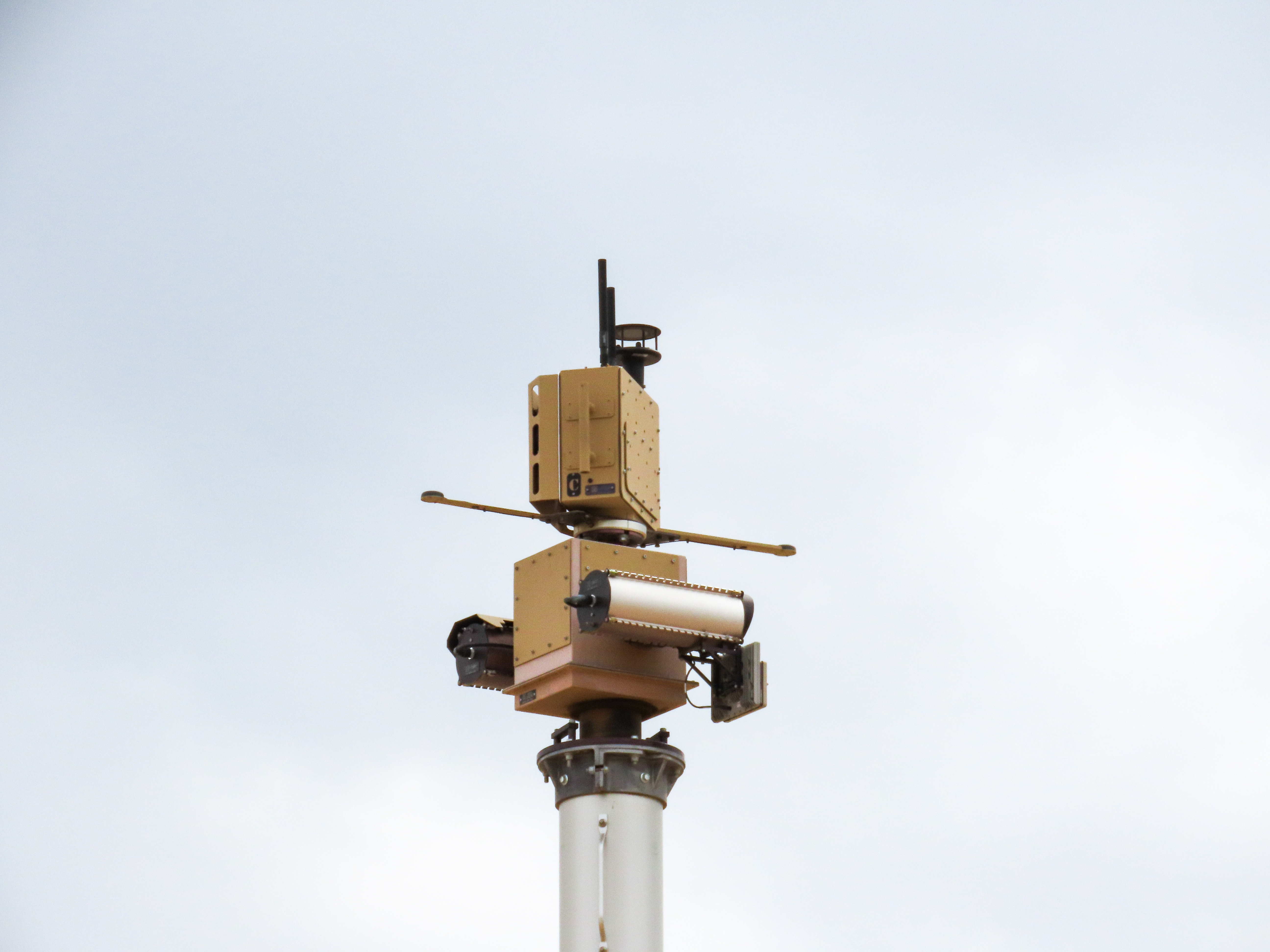
Torre de Sentinela Anduril

Em junho de 2017, Luckey fundou a empresa de tecnologia militar focada na autonomia Anduril Industries, junto com os ex-executivos da Palantir Technologies Matt Grimm, Trae Stephens e Brian Schimpf, e o antigo líder de hardware da Oculus VR Joseph Chen.  Em março de 2018, a Anduril iniciou um programa piloto para o governo dos EUA para detectar tráfico de pessoas e tráfico de drogas em áreas remotas da fronteira sul dos EUA; o programa levou à captura de 55 tentativas de entrada nos primeiros 12 dias de operação.  Mais tarde, Anduril ganhou o Programa de Registro de Torres de Vigilância Autônomas, resultando na implantação de centenas de Torres de Sentinela Anduril a um custo de "centenas de milhões de dólares".  
Em setembro de 2020, Luckey anunciou através do Twitter que a Anduril havia recebido um contrato no valor de US$967 milhões para os Sistemas Avançados de Gerenciamento de Batalha (ABMS), um projeto de ponta de vários bilhões de dólares da Força Aérea dos EUA. 
Em dezembro de 2022, a Anduril levantou cerca de US$ 1,5 bilhão liderado pela Valor Equity Partners, avaliando a empresa em US$ 8,5 bilhões, incluindo o novo dinheiro do aumento. 

## Imagem pública
Em 2014, Luckey foi descrito como "o rosto da realidade virtual nos jogos"  e uma celebridade entre os entusiastas da realidade virtual; no entanto, ele não se considera uma celebridade.  Ele mantém uma aparência casual, está frequentemente descalço e prefere sandálias a sapatos, mesmo em feiras e eventos.  

## Opiniões pessoais
Em setembro de 2016, Luckey declarou ser um libertário que apoiou Ron Paul e Gary Johnson em eleições anteriores.    Desde então, ele se tornou um importante arrecadador de fundos para o Partido Republicano e Donald Trump.
Em uma entrevista de 2024, Palmer descreveu-se como um "sionista radical". 